# Tillite Lake
Der Tillite Lake ist ein langer, schmaler und permanent gefrorener See im ostantarktischen Mac-Robertson-Land. In den Framnes Mountains liegt er auf der Südostseite der North Masson Range.
Das Antarctic Names Committee of Australia benannte ihn deskriptiv nach dem hier vertretenen Tillitgestein.